# Samut Prakan City Football Club
Maillots
Actualités
Le Samut Prakan City Football Club (en thaï : สโมสรฟุตบอลพัทยา ยูไนเต็ด), plus couramment abrégé en Samut Prakan City, est un ancien club thaïlandais de football fondé en 1989 et basé dans la ville de Samut Prakan, dans la province de même nom. 

## Histoire

### Repères historiques
- 1989 : fondation du club sous le nom de Coke-Bangpra FC
- 2009 : le club est renommé Pattaya United FC
- 2019 : le club est renommé Samut Prakan City FC et relocalisé à Samut Prakan

### Histoire du club
Fondé en 1989, sous le nom de Coke-Bangpra FC basé à Bang Phra, dans la province de Chonburi. Après plusieurs années dans les championnats amateurs, le club termine vice-champion de la Thai Division 1, lors de la saison 2008. 
Sa première saison parmi l'élite est assez bonne puisque le club termine à la onzième place du classement. Puis durant l'intersaison, le club déménage à Pattaya, et il est renommé Pattaya United FC. Cependant, durant les saisons suivantes, l'équipe s'est améliorée pour finir sixième, puis quatrième en 2010 et 2011. L'équipe est considérée comme le « petit frère » du Chonburi, tous deux appartenant à la famille Kunpluem, une famille locale riche de la province de Chonburi. 
Après avoir passé six ans en Thai Premier League, le club est relégué en Thai Division 1 en 2014. 
En janvier 2015, la famille Kunpluem a vendu le club à Enigma Sport Ventures, la branche sportive d'Enigma Global. C'est le premier changement de propriétaire de l'histoire du club. À la fin de la saison 2015, le club remonte en Thai Premier League. 
En 2016, Pattaya United est vendu au groupe Kiarti Thanee Country Club dirigé par Tanet Phanichewa.
En 2019, Tanet Phanichewa, le propriétaire du club décide de le relocaliser à Samut Prakan et de le renommer en Samut Prakan City FC.

## Palmarès
| Compétitions nationales                                         |
| --------------------------------------------------------------- |
| - Championnat de Thaïlande de D2 - Vice-champion : 2007 et 2015 |

## Infrastructures

### Stades
Le stade Coke-Jamlong Smuewong, accueille les matchs du club jusqu'en 2007, basé à Bang Phra. Lors de la saison 2008, le club évolue au stade municipal de Chonburi, puis en 2011, le club évolue au stade IPE.
Le club évolue dans le stade Nong Prue, en 2009 et 2010, et depuis 2012, d'une capacité de 5 500 spectateurs situé à Pattaya.
Avec la relocalisation à Samut Prakan le club change de nouveau de stade, le Samut Prakarn SAT Stadium d'une capacité de 5 100 spectateurs.

## Personnalités du club

### Présidents du club
- Tanet Phanichewa

### Entraîneurs du club
| Rang | Nom                          | Période   |
| ---- | ---------------------------- | --------- |
| 1    | Pansak Ketwattha             | 2007-2009 |
| 2    | Jadet Meelarp                | 2009      |
| 3    | Thawatchai Damrong-Ongtrakul | 2010      |
| 4    | Jatuporn Pramualban          | 2010-2011 |
| 5    | Chalermwoot Sa-ngapol        | 2011-2013 |

| Rang | Nom                 | Période   |
| ---- | ------------------- | --------- |
| 6    | Chatchai Paholpat   | 2013      |
| 7    | Jadet Meelarp       | 2013      |
| 8    | Trongyod Kinsrisook | 2013-2014 |
| 9    | Sean Luke Sainsbury | 2015      |
| 10   | Surapong Kongthep   | 2015      |

| Rang | Nom                        | Période |
| ---- | -------------------------- | ------- |
| 11   | Lim Jong-heon              | 2015    |
| 12   | Miloš Joksić               | 2016    |
| 13   | Jetsada Jitsawad (intérim) | 2016    |
| 14   | Kim Hak-chul               | 2016    |
| 15   | Surapong Kongthep          | 2017-   |

## Image et identité

### Logos

Ancien logo
Ancien logo

### Rivalités
Lorsque le club jouait à Pattaya il partageait une rivalité dans la Province contre le Chonburi FC, et le Sriracha FC.